# Eugenio Eyraud

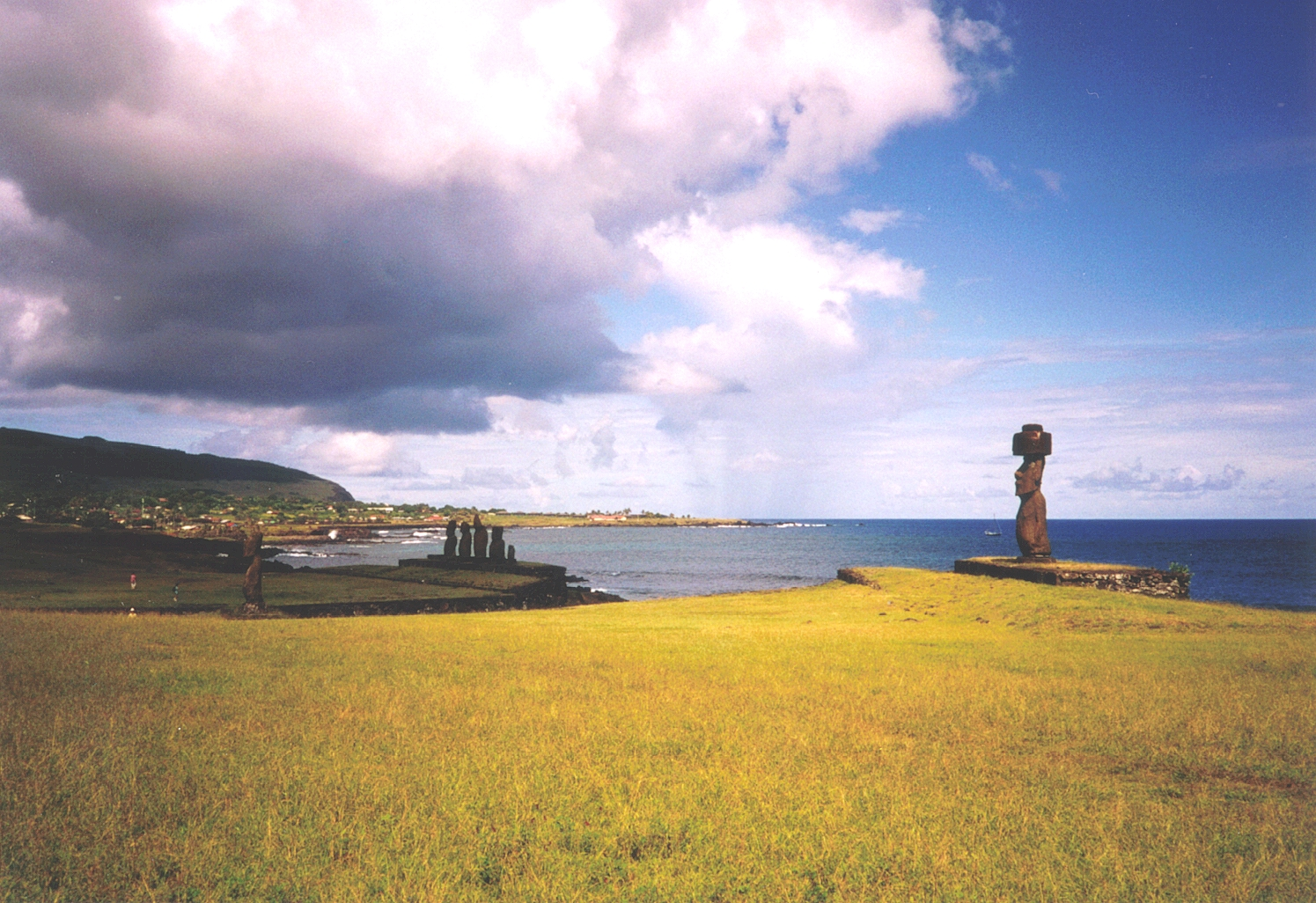
Hanga Roa.

Eugène Eyraud o José Eugenio Eyraud (1820 – 23 de agosto de 1868) Fraile laico francés de la Congregación de los Sagrados Corazones de Jesús y María y el primer occidental que viven en Isla de Pascua, actualmente provincia chilena, evangelizó en la fe cristiana a los rapanui o pascuenses. 

## Primeros años
Eyraud nació en Saint-Bonnet-en-Champsaur, Francia, en 1820. Sexto Hijo de un matrimonio de labriegos, cuya pobreza le obligará a emigrar a Sudamérica como sirviente de un comerciante argentino. Al llegar a Buenos Aires, descubre su nuevo patrón que su negocio había sido saqueado y se encontraba en la ruina por lo que poco pudo ayudarlo a sobrevivir. En 1849 emigra a Copiapó a trabajar en Chañarcillo. Se convirtió en mecánico de profesión trabajando para el ferrocarril que proyectaba William Wheelwright. Fue a Bolivia, donde tuvo intereses mineros. 

## De llegada en la Isla de Pascua
Eyraud entró en la Orden de los Padres del Espíritu Santo como un novato. Influenciado por su hermano Juan, misionero en China, dejó a Chile por Tahití en 1862 y llegó a Hanga Roa en Isla de Pascua, el 2 de enero de 1864. Fue acosado por los isleños, y sólo permanecieron nueve meses antes de ser repatriados a Chile el 11 de octubre de 1864. Un año y medio después, el 27 de marzo de 1866, se estableció en la isla como un sacerdote lleno, acompañado por Hippolyte Roussel y tres conversos de Mangareva una isla polinésica. 

## Actividades
Aunque tuvo una feroz oposición al principio, Eyraud después de un tiempo llegó a ser muy popular e influyente entre los isleños rapanui. En octubre de 1866, Gaspar y Zumbohm Théodule Escolán se unieron a Eyraud y Roussel en su misión, y crear escuelas en Hanga Roa y Vaihu. 
El 22 de diciembre de 1866 Eyraud escribió:

"Las posibilidades de triunfo se muestran día a día cada vez más cierta, y la hora de la Providencia parece haber llegado para los habitantes de Isla de Pascua. La misión se estableció el momento en que el trabajo de destrucción tocado sus límites final: la destrucción en el orden material, la destrucción del orden moral.

Ayudó a ese año en lo que sería la última ceremonia de la Tangata Manu (hombre pájaro) de culto. 
Eyraud había contraído tuberculosis durante su primera visita a la isla, y murió el 23 de agosto de 1868, nueve días después que el último de los isleños pasado había sido bautizado.

## Rongo rongo

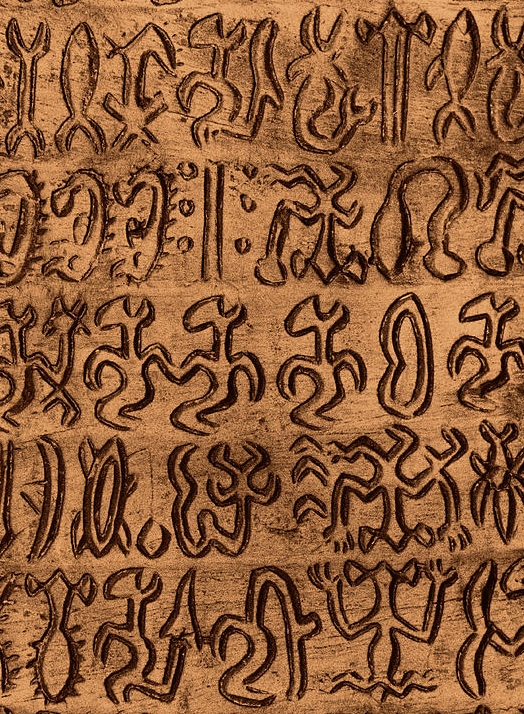
Escritura en tableta rongorongo.

Durante su primera estancia, Eyraud comentó que en cada casa había tablillas de madera cubiertas con "jeroglíficos", ahora conocido como rongo-rongo, pero que los isleños no sabían leer ellos y les daban muy poca atención. No nunca pensó informar a Roussel o Zumbohm, y nunca escribió de ellos de nuevo. Al no fue sino hasta 1869, cuando Zumbohm presentó un regalo que, sin él saberlo incluyó una tableta, al obispo Florentin-Étienne Jaussen en Tahití, que el rongorongo fue observado por el mundo exterior. Llegado a la isla a principios de enero de 1864, dio noticia por primera vez de la existencia de las tablillas rongo-rongo.

## Las creencias tradicionales
Eyraud escribió de los isleños y sus estatuas de madera tallada, conocida como moai kavakava

A pesar de que siempre vivo con ellos en la mayor familiaridad, no he sido capaz de encontrar cualquier acto positivo de culto religioso. En todas las casas, se puede ver muchas estatuas de unos treinta centímetros de altura que representan a hombres, peces, aves, etc,[...] Sin duda son los ídolos, pero nunca encontré dado ningún tipo de honor. Vi, en la ocasión los nativos tomar estas estatuas de fuera, les toma unos pocos gestos y acompañar todo esto con una especie de sentido de la danza y el canto.